# Central eléctrica virtual
Una central eléctrica virtual o VPP (Virtual Power Plant) es un sistema que conecta múltiples fuentes de energía pequeñas, como paneles solares, turbinas eólicas, sistemas de almacenamiento con baterías y electrodomésticos inteligentes, para actuar como una sola planta de energía. Estas fuentes, conocidas como recursos energéticos distribuidos (RED), se gestionan de forma coordinada mediante software y tecnologías digitales para funcionar como una única planta de energía convencional, pero sin necesidad de infraestructura física centralizada.
Las VPP permiten que recursos energéticos pequeños, que solos no serían relevantes para las compañías eléctricas, se combinen para vender energía en el mercado. Ayudan a integrar energías renovables, estabilizar la red y reducir costos durante periodos de alta demanda, siendo hasta un 60% más rentables que las plantas de energía de punta tradicionales.
El modo de operación concertado resulta en una mejora de la estabilidad y resiliencia de la red eléctrica frente a los apagones y ciberataques.

## Smart Grid
La red eléctrica inteligente (Smart Grid) proporciona la base tecnológica (medidores inteligentes, sensores IoT, comunicaciones en tiempo real) que permite a las VPPs operar.
Sin una Smart Grid, una VPP no podría acceder a datos en tiempo real ni controlar recursos distribuidos de forma remota.
Las VPPs actúan como "cerebros" que gestionan activos descentralizados (baterías, paneles solares, vehículos eléctricos) para:
- Equilibrar oferta y demanda (evitando sobrecargas o cortes).
- Estabilizar la frecuencia de la red mediante respuesta rápida.
- Reducir pérdidas al generar/consumir energía cerca de donde se necesita.

Las Smart Grids y las VPP promueven la integración de renovables:
- Las Smart Grids permiten monitorear flujos bidireccionales (ej: excedentes solares inyectados a la red).
- Las VPPs agregan estas fuentes intermitentes y las combinan con almacenamiento para garantizar suministro estable.

## Recursos de energía distribuidos
Una Central Eléctrica Virtual (VPP) es un sistema que integra múltiples recursos energéticos distribuidos (RED), que pueden ser heterogéneos, para proporcionar energía a la red eléctrica. Estos RED incluyen paneles solares, turbinas eólicas, sistemas de almacenamiento de energía (como baterías domésticas o de vehículos eléctricos), y cargas flexibles como calentadores de agua, termostatos inteligentes y electrodomésticos grandes. La VPP actúa como una planta de energía centralizada, aunque los recursos están físicamente distribuidos, y se gestiona mediante un sistema de control centralizado basado en tecnología avanzada, como software en la nube y análisis predictivos.
Las VPP son especialmente útiles para integrar fuentes de energía renovable, que a menudo son intermitentes, en la red eléctrica. Por ejemplo, pueden compensar la variabilidad de la generación solar o eólica ajustando la producción y el consumo de energía de los recursos flexibles. Esto se logra mediante la monitorización, predicción, optimización y comercialización de la energía generada, lo que permite a las VPP participar en mercados energéticos y ofrecer servicios como regulación de frecuencia, reserva operativa y afeitado de picos de demanda.
La tecnología Vehicle to Grid V2G (vehículo a red) permite que los vehículos eléctricos preparados para ello y que están conectados a la red participen en una VPP. La VPP entonces controla la velocidad a la que cada vehículo se carga/descarga (acepta/entrega energía). La VPP puede reducir o revertir la velocidad a la que se cargan los vehículos. Por el contrario, cuando la red tiene excedente de energía, los vehículos pueden cargarse libremente.
El mismo principio se aplica a otros sistemas, como las bombas de calor o los acondicionadores de aire, que conectados a termostatos inteligentes pueden reducir sus demandas de energía individuales para reducir la demanda general. 
Las VPP basadas en almacenamiento pueden incorporar su producción a tasas más altas (más rápidamente) que los generadores térmicos (como las plantas de combustibles fósiles), lo que es especialmente valioso en redes que experimentan una curva de pato y deben satisfacer requisitos de aumento de producción elevados por la mañana y por la tarde con el amanecer y el ocaso.
En diciembre de 2024 el colaborador principal de Forbes, Ken Silverstein, escribió un artículo sobre plantas de energía virtuales, haciendo referencia a estudios de Brattle Group y Guidehouse Insights. Brattle afirmó que las VPP son tan confiables como las energías convencionales, pero cuestan entre 40 y 60 por ciento menos. Guidehouse estimó que la generación descentralizada en 2030 representará 500 000 megavatios de capacidad, en comparación con la generación centralizada de 280 000 megavatios.

## Operación
Los operadores de la red eléctrica deben ajustar la oferta a la demanda en todo momento. En los picos de demanda extraordinarios, cuando se alcanza la máxima demanda, suelen recurrir a las centrales de gas natural, que están paradas durante casi todo el año para ponerse en funcionamiento solamente durante las horas de alta demanda eléctrica. Las VPP reducen el uso de dichas plantas.
El suministro de la  potencia eléctrica está controlado por un sistema de gestión. La naturaleza distribuida de las VPP requiere que el software responda de manera apropiada, rápida y segura a las solicitudes de energía, la facturación de las empresas suministradoras y comercializadoras, los pagos a los propietarios de recursos, etc.  
Estos suministradores de energía distribuidos se conectan a la red mediante tecnologías de comunicación como Wi-Fi, Bluetooth y telefonía móvil. 
Las VPP usan gestión inteligente mediante IoT y Big Data utilizando algoritmos y automatización para equilibrar oferta/demanda en tiempo real.
Las VPP pueden ampliarse fácilmente añadiendo más recursos sin grandes inversiones en infraestructura, proporcionando flexibilidad y escalabilidad.
Al añadir más centrales eléctricas virtuales (VPP) se aumenta la resiliencia de la red eléctrica. Al coordinar cientos de miles de dispositivos, las VPP tienen un impacto significativo al configurar la demanda, el suministro de potencia y el mantenimiento del flujo eléctrico fiable.
El Departamento de Energía de Estados Unidos proyecta expandir la capacidad de las VPP de 80 a 160 GW para 2030.

## Propósitos y beneficios
El propósito principal de una VPP es permitir que recursos energéticos pequeños, que individualmente podrían no ser de interés para una compañía eléctrica, se agrupen y comercialicen su energía de manera colectiva. Esto no solo facilita la integración de energías renovables en la red, sino que también ayuda a estabilizar la red eléctrica, reduce la necesidad de plantas de energía de punta tradicionales y puede ser hasta un 60% más rentable durante los periodos de máxima demanda en comparación con las plantas de energía de punta convencionales.
Las VPP también ofrecen servicios auxiliares, como el seguimiento de la carga y la regulación de voltaje, que son esenciales para mantener la estabilidad de la red. Además, pueden actuar como árbitros en los mercados energéticos, participando en contratos bilaterales, acuerdos de compra de energía a largo plazo (PPA), y mercados a futuro, generando ingresos que se distribuyen entre los propietarios de los recursos, lo que incentiva la participación.

### Eliminación de picos
Con los recursos adecuados, una VPP puede entregar la energía adicional solicitada en poco tiempo, lo que le permite ayudar a las empresas de suministro eléctrico a gestionar los picos de carga que de otro modo requerirían comprar energía costosa de una planta de pico (que normalmente opera una turbina de gas natural de ciclo simple o ciclo combinado).

### Seguimiento de carga
Si la VPP cuenta con una escala suficiente, entonces la VPP puede funcionar como un generador virtual  que sigue la carga y suministra energía de manera dinámica a medida que la demanda cambia a lo largo del ciclo día/noche.

### Servicios auxiliares
Las centrales eléctricas virtuales pueden proporcionar servicios auxiliares que ayuden a mantener la estabilidad de la red, como la regulación de la frecuencia y el suministro de la reserva operativa. Estos servicios se utilizan principalmente para mantener el equilibrio instantáneo de la oferta y la demanda eléctrica. Estos servicios deben responder a señales para aumentar o disminuir la carga en el orden de segundos a minutos.

## Mercado eléctrico
Los mercados de energía son mercados mayoristas de materias primas que se ocupan específicamente de la energía eléctrica. Los precios del mercado fluctúan según la demanda y cuando otros recursos fallan (por ejemplo, cuando el viento no sopla o se hace de noche). La VPP se comporta como una central eléctrica convencional despachable desde el punto de vista de los participantes del mercado. Una VPP actúa como árbitro entre diversas plataformas de negociación de energía (es decir, contratos bilaterales y PPA, mercados forward y de futuros, y el pool).
El software Tesla Autobidder proporciona a los productores de electricidad independientes la habilidad de monetizar autónomamente sus baterías. Autobidder es una plataforma de control y negociación en tiempo real que gestiona los activos energéticos permitiendo a los propietarios y operadores configurar las estrategias operativas que maximicen el beneficio de acuerdo a sus objetivos empresariales y preferencias de riesgo.
Las VPP pueden reducir las facturas de sus clientes y bajar las emisiones de gases de efecto invernadero. La utilización de recursos distribuidos durante los picos de demanda puede ser hasta un 60% más barato que usar las centrales de gas natural.
Los ingresos que genera una VPP se distribuyen entre los propietarios de los recursos que suministran energía, lo que incentiva a los propietarios de recursos a unirse a la VPP.

## Mercados

### Estados Unidos
En Estados Unidos se han implementado iniciativas estatales y federales para promover el despliegue de VPP, destacando su papel en la estabilidad de la red y la reducción de costos energéticos.
En Estados Unidos, las centrales eléctricas virtuales se ocupan de la oferta y ayudan a gestionar la demanda, además de garantizar la fiabilidad de las funciones de la red mediante la respuesta a la demanda (DR) y otros enfoques de cambio de carga, en tiempo real. En 2023, el Departamento de Energía estimó la capacidad de las VPP en alrededor de 30 a 60 GW, aproximadamente entre el 4% y el 8% de la demanda máxima de electricidad. 
En 2025 Texas tenía dos VPP operadas por Tesla. Los miembros elegibles de Tesla Electric se unen automáticamente a la planta de energía virtual, compuesta por baterías estacionarias Tesla Powerwall . De esta manera, la VPP toma el control cuando la red necesita apoyo. Tesla paga al propietario una tarifa mensual además del pago por unidad de energía entregada a la red. 
En 2025 California tenía dos mercados eléctricos: minorista privado y mayorista. A partir de 2022, PG&E pagó a los proveedores de VPP $2/kWh durante la demanda máxima .  En agosto/septiembre de 2022, SunRun VPP solía suministrar 80 MW en horas pico,  y Tesla VPP suministraba 68 MW.  
En 2024 Green Mountain Power de Vermont trabajaba con Tesla para ofrecer un descuento en una batería estacionaria Powerwall a los clientes participantes, que se comprometían a ponerla a disposición de la VPP en los momentos de mayor demanda eléctrica y durante los apagones.
En 2024 en Massachusetts tres empresas de suministro eléctrico, National Grid, Eversource y Cape Light Compact, implementaron una VPP que paga a sus clientes a cambio del control de sus baterías domésticas.

### Europa
El Instituto de Tecnología de Suministro de Energía Solar de la Universidad de Kassel, en Alemania, realizó una prueba piloto de una VPP que combinaba energía solar, eólica, de biogás e hidroeléctrica de almacenamiento por bombeo para proporcionar energía de seguimiento de carga a partir de fuentes renovables.  A las VPP se les suele llamar agregadores.
Desde 2017 una VPP operó en la isla de Eigg, en las Hébridas Interiores de Escocia. 
Next Kraftwerke, de Colonia, Alemania, opera una VPP en siete países europeos proporcionando recursos de carga máxima, comercialización de energía y servicios de equilibrio de red. La empresa agrega energía procedente de biogás, solar y eólica, así como de grandes consumidores de energía. 
El operador de red de distribución UK Power Networks y Powervault, un fabricante de baterías y agregador de energía, crearon la primera VPP de Londres en 2018, instalando una flota de sistemas de baterías en más de 40 hogares en todo el distrito londinense de Barnet, ofreciendo una capacidad de 0,32 MWh.  Este plan se amplió a través de un segundo contrato en St Helier, Londres, en 2020. 
En septiembre de 2019, SMS plc entró en el sector VPP en el Reino Unido tras la adquisición de la empresa emergente irlandesa de tecnología energética, Solo Energy. 
En octubre de 2020, Tesla lanzó su Plan de Energía Tesla en el Reino Unido en asociación con Octopus Energy, permitiendo a los hogares unirse a su VPP. Las casas de los participantes se abastecen con energía renovable procedente de paneles solares o de Octopus Energy. 
En junio de 2024, las empresas alemanas Enpal y Entrix anunciaron planes para crear la central eléctrica virtual (VPP) más grande de Europa. La VPP integrará una gran cantidad de recursos energéticos descentralizados, incluidos paneles solares, baterías y vehículos eléctricos. Enpal, siendo un instalador solar líder con más de 70 000 sistemas instalados, planeaba conectar miles de hogares con energía solar y unidades de almacenamiento estacionario a la VPP, ofreciendo mayor independencia energética y estabilidad de la red.  

### Australia
En agosto de 2020, Tesla comenzó a instalar sistemas solares de 5 kW en tejados y baterías Powerwall de 13,5 kWh en cada propiedad de Housing SA premises, sin coste para el inquilino. Siendo la planta de energía virtual más grande del sur de Australia, los sistemas de baterías y energía solar fueron administrados de manera central y juntos generaron 20 MW de capacidad de generación y 54 MWh de almacenamiento de energía. 
En agosto de 2016, AGL Energy anunció una central eléctrica virtual de 5 MW  para Adelaida, Australia. La compañía suministró baterías y sistemas fotovoltaicos de Sunverge Energy, de San Francisco, a 1000 hogares y empresas. Los sistemas costaron a los consumidores 3500 dólares australianos y se esperaba recuperar el gasto en 7 años bajo las tarifas actuales de la red de distribución. El plan tuvo un coste de 20 millones de dólares australianos y se consideró el más grande del mundo en aquel momento. 

## Desafíos
Aunque las VPP ofrecen numerosos beneficios, también presentan desafíos. Uno de los principales es la preocupación de los usuarios sobre ceder el control de dispositivos domésticos, como termostatos inteligentes y baterías, a las compañías eléctricas o agregadores. Esto puede ser visto como una desventaja, ya que las comercializadoras eléctricas pueden ajustar el consumo de energía en el hogar durante periodos de alta demanda, lo que podría afectar la comodidad del usuario.
Otro desafío es la necesidad de infraestructura tecnológica avanzada, como software de integración de red y plataformas VPP, para gestionar eficientemente los recursos distribuidos. Además, la efectividad de las VPP puede variar según el entorno de mercado y las regulaciones locales, lo que requiere políticas adaptadas para maximizar su impacto.
La capacidad de las fuentes de energía distribuida se expande rápidamente debido a la adopción de vehículos eléctricos, estaciones de carga inteligentes, baterías domésticas y electrodomésticos inteligentes (smart).
La conexión de estos sistemas a una VPP mejora la capacidad de balancear en tiempo real la demanda eléctrica con el suministro.
Los sistemas de inteligencia artificial (IA) ayudan a coordinar los diferentes sistemas que componen la VPP.
Las VPP son una herramienta clave para la transición hacia una red eléctrica más limpia, eficiente y resiliente, permitiendo una mejor integración de las energías renovables y una gestión más óptima de la demanda y la oferta de energía. Su crecimiento reciente refleja su importancia en el contexto de la crisis climática y la necesidad de modernizar las infraestructuras energéticas.
Los legisladores y reguladores deberán impulsar la creación de VPP para mejorar la estabilidad de la red eléctrica frente a los apagones y ciberataques.
Para ello deben simplificar el proceso por el que un cliente se une a una VPP, estandarizar el despliegue de las VPP locales, regionales y nacionales, e incentivar su creación y despliegue.